# Batalla de Grengam
La batalla de Grengam, també coneguda com a batalla de Ledsund, (Rus:Гренгамское морское сражение, Suec:Slaget vid Ledsund, o Slaget vid Föglöfjärden.) de 1720 va ser la darrera gran batalla naval de la Gran Guerra del Nord. Tingué lloc a la zona de les Illes Åland, a l'estret de Ledsund entre Föglö i Lemland. La batalla marcà el final de les operacions navals russes i sueques al Bàltic. La flota russa realitza una altra incursió contra les costes sueques la primavera de 1721, després d'això es va firmar el Tractat de Nystad que conclogué la guerra.

## El camp de batalla
La principal ruta naval entre els ports d'Estocolm, a Suècia, i Turku, Finlàndia, passava prop de les Illes Åland, entrant a l'Estret de Ledsund des del sud-oest, amb Föglö a la riba sud-est I Lemland a la nord-oest. L'ancoratge (60° 0′ 0″ N, 20° 18′ 0″ E / 60.00000°N,20.30000°E) usat a la costa de Flisö a Föglö estava protegit dels vents predominants del sud-oest per dues petites illes. Antigament aquest ancoratge s'anomenava Granhamn, que en suec significa port de Gran. En els mapes actuals apareix com Rödskärs fladan. L'illa més petita actualment s'anomena Granhamns holmen o Illa de Granhamn. No s'ha de confondre amb l'illa del mateix nom a l'Arxipèlag d'Estocolm.

### Nom
La paraula Grengam del nom de la batalla és la romanització de Гренгам, que és la tradicional transliteració de l'alfabet rus de Granhamn. La grafia Granhamn va ser utilitzada per Hans Hansson al mapa d'Åland des d'aproximadament 1650. A Suècia la batalla també és coneguda com a Batalla de Ledsund. A Finlàndia el nom de Batalla de Flisö (finès: Flisön meritaistelu) també és usat.

## Batalla
Els relats suec i rus de la batalla difereixen significativament. Ambdós bàndols coincideixen que el 27 de juliol de 1720, un grup de vaixells suecs a les ordres del Vicealmirall suec Carl Georg Siöblad atacà la fota russa i perdé quatre fragates que capturaren els russos.

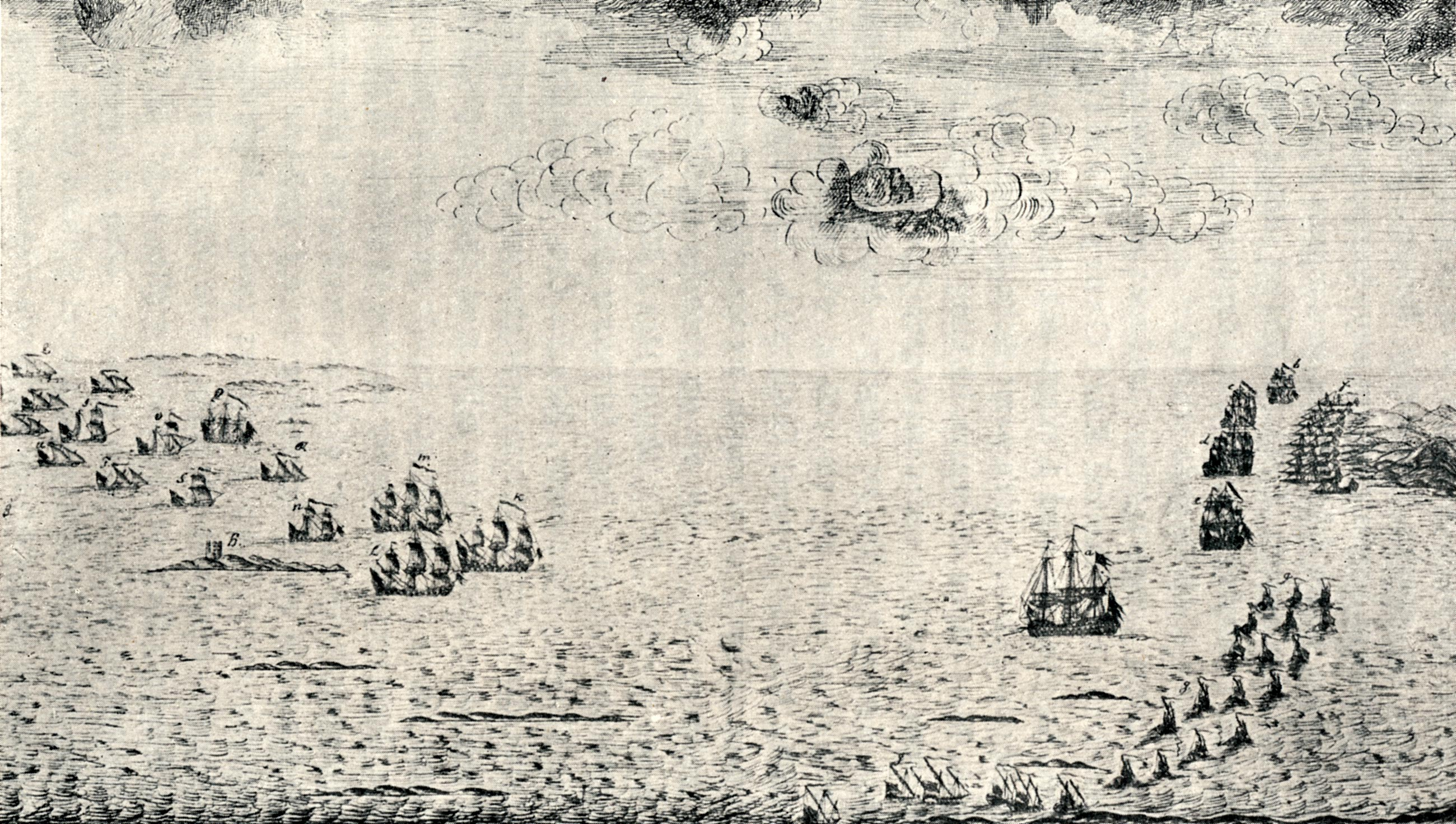
Dibuix contemporani suec de la batalla, que mostra la flota sueca acostant-se a les galeres russes.

### Relat suec
Una petita unitat naval sueca navegà directament al cor de la flota russa ancorada a Granhamn. A continuació es lliurà una ferotge batalla, els suecs perderen les seves quatre fragates després que aquestes encallessin però les pèrdues russes foren tan importants que fugiren d'Åland, deixant 43 vaixells enfonsats i 1.000 mariners morts. Les pèrdues russes impediren que la seva marina realitzes més operacions importants fins al final de la guerra amb el Tractat de Nystad, l'any següent.

### Relat rus
La flota sueca estava formada per 52 vaixells de línia, quatre fragates i nou petits vaixells sumant 156 canons i uns 1,000 mariners, feu un intent d'atacar la flota en russa en moviment. El General Mikhail Golitsyn va aconseguir una posició avantatjosa a l'estret i poc profund pas de Flisesund i ordenà als seus vaixells que formessin en semicercle. Els vaixells de línia suecs i les fragates penetraren a l'estret perseguint els russos. Dues fragates encallaren, dificultant la maniobrabilitat de la resta de l'esquadra.
En la batalla els russos abordaren les quatre fragates. L'únic vaixell que escapà fou el vaixell insígnia de Siöblad.

## Conseqüències

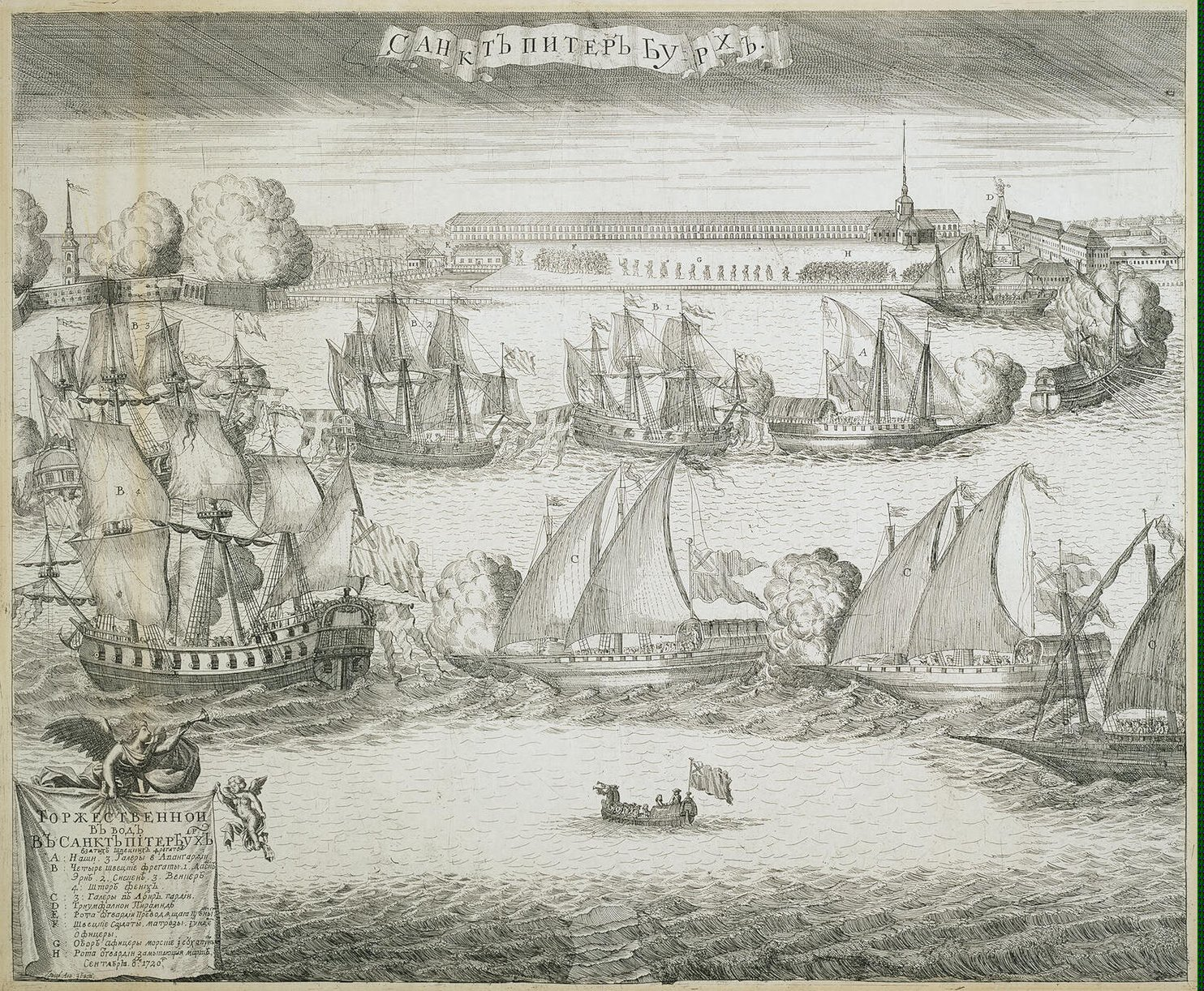
Entrada cerimonial de les quatres fragates capturades a Sant Petersburg. Feta per Alexei Zubov.

Ambdós bàndols reclamaren la victòria. Coincideixen, però, en què les quatre fragates sueques: la Stor Phoenix de 34 canons, la Vainqueur de 30 canons, la Kiskin de 22 canons i la Danska Örnde 18 canons, foren capturades pels russos. No ocorregueren batalles navals importants entre russos i suecs després de Grengam, fins al final de la guerra segellada pel Tractat de Nystad.

### Relat suec
Quatre fragates sueques encallaren i foren capturades per la flota russa. 43 de les 61 galeres russes, foren enfonsades pels suecs o cremades i abandonades després de la batalla. El Vicealmirall suec Carl Georg Siöblad inicialment fou criticat després de la batalla, però quan es conegueren les baixes russes fou recompensat. Rússia considerà que guanya la batalla, però la seva flota fou incapaç de realitzar grans operacions al final de la guerra, el 1721.

### Relat rus
Els suecs patiren 103 morts i 407 presoners. Els russos tingueren 82 morts i 236 ferits. La Batalla de Grengam fou una mostra que l'hàbil ús de flotes propulsades per rems en zones d'esculls, un eficient reconeixement i una bona selecció de l'àrea de combat, així com una perfecta coordinació per atacar des de diverses direccions, podien vèncer flotes propulsades a vela i fortament artillades. La victòria de Grengam permeté als russos consolidar la seva posició a l'arxipèlag, fet molt important per impedir les operacions navals civils i militars sueques a la zona.

## Commemoració

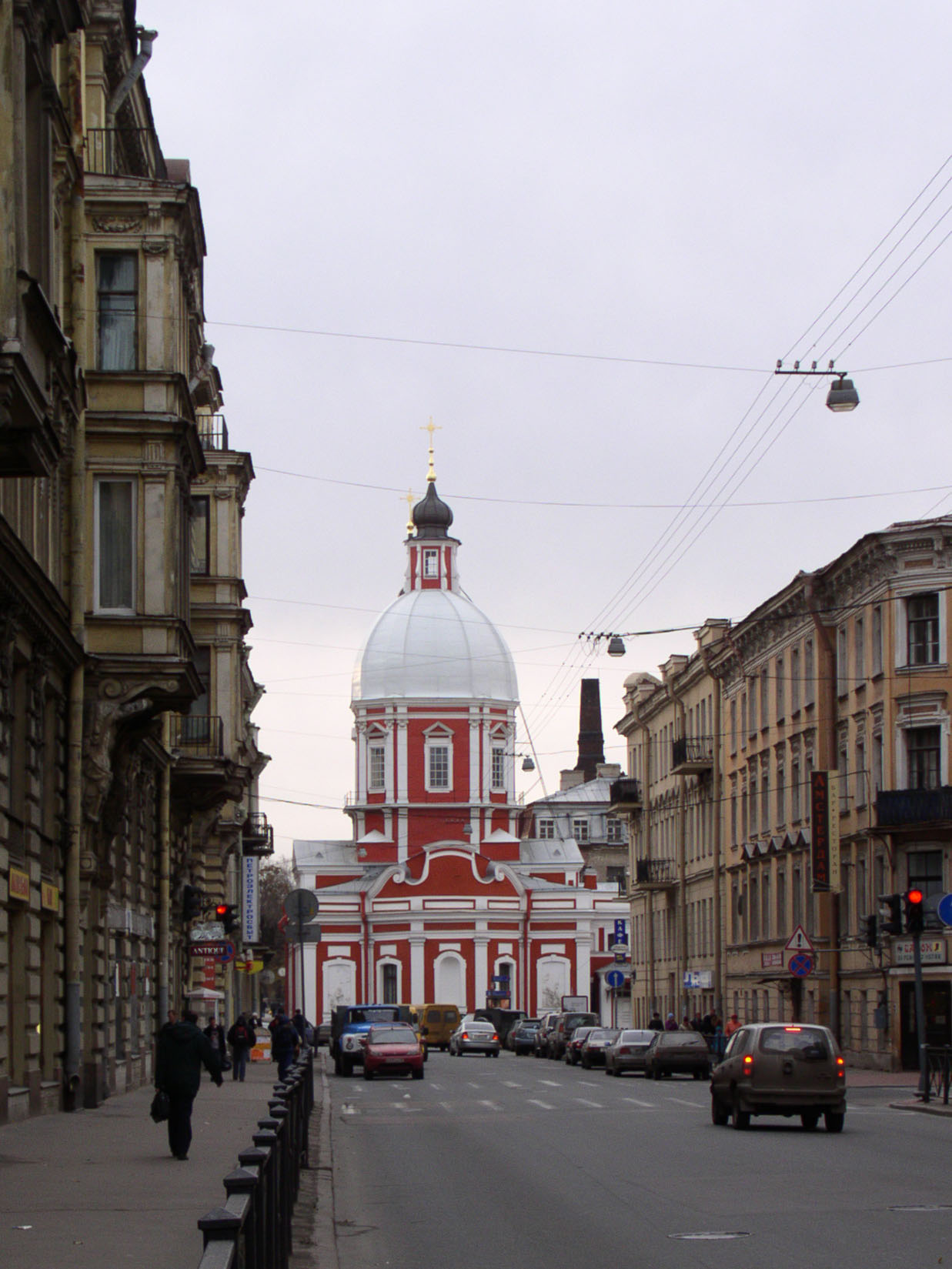
Església de St. Pantaleon Sant Petersburg (1735-39)

De la mateixa manera que la batalla de Gangut, la Batalla de Grengam es lliurà el dia de Sant Pantaleon. Per tal de commemorar la victòria es construí una església de fusta en honor del sant a Sant Petersburg el 1722. Fou reconstruïda en pedra entre 1735 i 1739. Des de 1914 a la façana de l'església hi ha dues plaques de marbre que enumeren els vaixells i regiments que lluitaren a Gangut i Grengam.